# Geotermalni izvor energije
Geotermalna elektrana je kao svaka druga elektrana, osim što se para ne proizvodi izgaranjem fosilnih ili drugih goriva, već se crpi iz zemlje. Daljnji je postupak sa parom isti kao kod konvencionalne elektrane: para se dovodi do parne turbine, koja pokreće rotor električnog generatora. Nakon turbine para odlazi u kondenzator, kondenzuje se, da bi se tako dobivena voda vratila nazad u geotermalni izvor. Reč geotermalna dolazi od grčkih reči geo (zemlja) i therme (toplota). Pod pojmom geotermalna energija smatra se ona energiju koja se može pridobiti iz Zemljine unutrašnjosti i koristiti u energetske ili neke druge svrhe.
Godine 2015, svetski kapacitet geotermalne snage je iznosio 12,8 gigavata (GW), od čega je 28% bilo instalirano u Sjedinjenim Državama. Međunarodno tržište je raslo sa prosečnom godišnjom stopom od 5 procenata tokom tri godine koje su prethodile 2015, i očekuje se da će globalni geotermalni kapacitet dosegnuti 14,5–17,6  do 2020. Na temelju postojećeg geološkog znanja i tehnologije koju je GEA objavila, Geotermalna energetska asocijacija (GEA) procenjuje da je samo 6,9 procenata ukupnog globalnog potencijala iskorišteno do sada. Prema podacima organizacije , koja deluje u okviru UN, potencijal geotermalne energije je u rasponu od 35  do 2 . Zemlje koje generišu više od 15 procenata njihove struje iz geotermalnih izvora su El Salvador, Kenija, Filipini, Island, Novi Zeland i Kostarika.
Geotermalna energija se smatra održivim, obnovljivim izvorom energije zato što je ekstrakcija toplote mala u poređenju sa toplotnim sadržajem Zemlje. Emisije stakleničkih gasova geotermalnih elektrana su u proseku 45 grama ugljen-dioksida po kilovat-satu struje, ili manje od 5% količine konvencionalnih elektrana u kojima se sagoreva ugalj.

## Istorija korištenja geotermalne energije
Istorija geotermalne energije seže u davnu prošlost, kada su još antički narodi geotermalne izvore koristili za kupanje i grejanje, te u medicinske svrhe. Iako se geotermalna energija na ovaj način koristila vekima, prva upotreba geotermalne energije u industriji dogodila se u 18. veku, a prvi pokušaj proizvodnje električne energije iz geotermalne energije dogodio se tek u 20. veku.
Krajem 18. veka u Italiji (Piza) se na Larderelo polju pomoću pare iz geotermalnih izvora izdvajala borna kiselina. Godine 1904. princ Pjero Đinori Konti počeo je koristiti paru na Larderelu za pogon male turbine, te je time omogućio rad četiri električne sijalice, što je ujedno bila i prva upotreba geotermalne energije u proizvodnji električne energije. Nešto kasnije, 1911. započeta je gradnja prve geotermalne elektrane snage 250 , koja je proizvodila struju za rad italijanske željeznice. Do 1975. geotermalna elektrana Larderelo je imala ukupnu instaliranu snagu od 405 MW, a danas proizvodi 10% ukupne svetske proizvodnje iz geotermalne energije sa 4 800  godišnje.
Nakon uspeha koji je postignut tih ranih godina u Italiji, nekoliko drugih zemalja započelo je s istraživanjima i korištenjem geotermalne energije. Godine 1919. u Japanu je izbušen prvi geotermalni izvor, a 1921. Džon D. Grant je sagradio prvu geotermalnu elektranu u Kaliforniji koja je omogućila osvetljavanje celog hotelskog kompleksa u tom području. Godine 1958. sagrađena je geotermalna elektrana na Novom Zelandu, 1959. u Meksiku, a u narednim godinama pridružile su se i mnoge druge zemlje.
Kada se govori o geotermalnoj energiji, važno je spomenuti i 1852. godinu, kada je Vilijam Tomson izumeo toplotnu pumpu, te 1912. kada je Hajnrih Zoli patentirao ideju korištenja toplotne pumpe za pridobivanje toplote iz tla. Godine 1946. Donald Kroker dizajnirao je i demonstrirao rad prve komercijalne geotermalne toplotne pumpe.
Godine 1967. godine u Sovjetskom Savezu je prvi put demonstrirana elektrana koja koristi binarni proces, što je omogućilo dobivanje energije iz izvora sa puno nižim temperaturama. 2006. Čena Hot Springs na Aljasci započeli su sa proizvodnjom električne energije iz geotermalnog izvora temperature samo 57 °C. Danas se najveći geotermalni sistem korišten za grejanje nalazi na Islandu i zadovoljava 89% potreba te zemlje za grejanjem domova. Najveca geotermalna elektrana na Islandu je geotermalna elektrana Helišeidi.
Geotermalne elektrane Gejzeri u Kaliforniji imaju 22 geotermalne elektrane ukupne snage 1517 , što čini najveću grupu geotermalnih elektrana u svetu. Geotermalna energija u toplicama se koristi već dugi niz godina. Geotermalna elektrana Malitbog je trenutno najveća samostalna geotermalna elektrana na svetu. Nalazi se na Filipinima, u provinciji Malitbog. Instalirana snaga te elektrane je 232,5 MW. Inače u okolini tog postrojenja ima još 8 geotermalnih elektrana, tako da su Filipini trenutno drugi u svetu po proizvodnji geotermalne energije. Najnovija istraživanja su pokazala da 27% električne energije na Filipinima potiče iz geotermalnih izvora.

## Iskorištavanje geotermalne energije u energetici
Na samom početku nastanka Zemlje, sve kopnene mase su bile spojene u jedan gigantski kontinent nazvan Pangea, nakon čijeg je raspada Zemljina kora počela poprimati današnji oblik. Kontinenti su deo kore i u neprestanom su kretanju. Teorija tektonike ploča pretpostavlja da se Zemljina površina sastoji od nekoliko velikih krutih ploča (kontinentalne i okeanske), na čijim granicama dolazi do horizontalnog pomicanja. Procesi u Zemljinoj unutrašnjosti mogu pomicati ploče tako da između njih nastaju procepi, ili pomicati ploče jednu prema drugoj, skraćujući i/ili savijajući ih, kao i skliznuti jedna ispod druge prilikom njihovog kontakta. Navedena kretanja na mestima dodira imaju za posledicu česte potrese, ali istovremeno to su i mesta značajnijih geotermalnih resursa.
Sa tačke gledišta iskorištavanja geotermalne energije, najznačajnija geotermalna polja se očekuju duž rubova velike Pacifičke ploče, tzv. Pacifički vatreni prsten ili Tihookeanski vatreni pojas.
Temperatura Zemljine unutrašnjosti raste s dubinom. Na dubini od 80 do 100 km temperatura stena iznosi između 600 i 1 200 °C. Toplota neprestano struji od izvora u Zemljinoj unutrašnjosti prema površini. Temperatura Zemljine površine najviše zavisi o zračenju Sunca. Uticaj tog zračenja opaža se u gornjim delovima kore do dubine 30 metara. Na toj dubini temperatura je stalna. Porast temperature s dubinom Zemlje naziva se geotermalni gradijent.
Upravo je geotermalni gradijent jedan od prvih pokazatelja koji upućuje na potencijalno ležište. Karte geotermalnih gradijenata ukazuju na područja lokalnih anomalija. Srednja vrednost geotermalnog gradijenta na primer za Evropu iznosi 0,03°C/m.

### Načini pretvaranja geotermalne energije u električnu energiju
Od vrste geotermalnog ležišta zavisi izbor tehnologije za proizvodnju električne energije. Temperatura geotermalnog fluida osnovna je odrednica:
| Temperatura ležišta                          | Fluid u ležištu | Primena                                              | Tehnologija |
| -------------------------------------------- | --------------- | ---------------------------------------------------- | --- |
| > 220 °C (visoko temperaturna ležišta)       | Voda ili para   | Proizvodnja električne energije                      | Parna turbina (engl. Flash Steam); Kombinovani ciklus (parna turbina i binarni proces); Direktno korištenje fluida; Izmenjivač toplote; Toplotna pumpa |
| 100° – 220 °C (srednja temperaturna ležišta) | Voda            | Proizvodnja električne energije; Direktno korištenje | Binarni proces; Direktno korištenje fluida; Izmenjivač toplote; Toplotna pumpa                                                              |
| 50° – 150 °C (niska temperaturna ležišta)    | Voda            | Direktno korištenje                                  | Direktno korištenje fluida; Izmenjivač toplote; Toplotna pumpa                                                                              |

Za pogon turbine geotermalna energija koristi paru. Para (vlažna ili suva) može biti dobijena direktno iz ležišta, a može se takođe veštački proizvoditi u vrućim suvim stenama, takozvanim naprednim geotermalnim sistemima.
U ležištima s nižim temperaturama fluida, para za pogon turbina dobija se posredno, zagrevanjem radnog fluida s vrelištem nižim od vrelišta vode. Razlikuje se Organski Rankinov ciklus (ORC), te tzv. Kalina proces. Razlika je u sastavu radnog fluida, ORC koristi organske sastojke tipa toluol, pentan, propan, te ostale ugljovodonike, dok se u Kalina ciklusu koristi mešavina amonijaka i vode. Kalina ciklus nije preferentan pristup upravo zbog korištenja amonijaka.
U svakom slučaju, geotermalne elektrane se mogu podeliti u tri osnovna tipa: postrojenja sa suvom parom, postrojenja sa isparavanjem (jednostrukim i dvostrukim), te binarna postrojenja.

#### Geotermalne elektrane sa suvom parom
Postrojenja sa suvom parom su prvi tip geotermalnih elektrana koje su postigle komercijalni status. Upravo prvo postrojenje instalirano 1904. u mestu Larderelo u Toskani u Italiji bilo je takvo postrojenje. Koristi se suvozasićenu ili pregrejana paru sa pritiscima višim od atmosferskog pritiska, direktno iz ležišta bogatog parom.
Para se, dakle, može direktno iz proizvodne bušotine dovoditi u turbinu i nakon ekspanzije ispuštati u atmosferu. Generalno je generisana para pregrejana, te sadrži samo male količine drugih gasova, uglavnom 2 i . Ovakav direktni ciklus bez kondenzacije je najjednostavnija i najjeftinija opcija za proizvodnju električne energije iz geotermalne energije. Primenjuju se u slučajevima kada para sadrži velik udeo nekondenzirajućih gasova.
Kod postrojenja s kondenzacijom, para se kondenzuje na izlazu iz turbine i hladi u konvencionalnim rashladnim tornjevima. Nastali kondenzat može se koristiti u rashladnom sistemu elektrane i utiskivati nazad u ležište. Na taj način ležište se obnavlja, te se održava potreban pritisak. Geotermalna elektrana Larderelo u Italiji i geotermalne elektrane Gejzeri u Kaliforniji najveća su svetska ležišta sa subom parom. Ukupno instalirana snaga postrojenja sa suvom parom u 2004. godini iznosila je 2 460  što predstavlja 28% ukupne svetske instalirane snage. Prosečna snaga postrojenja sa suvom parom je 39 MW.

#### Geotermalne elektrane s isparavanjem
U vodom dominantnim ležištima primenjuje se tehnologija geotermalnih elektrana s isparavanjem. Energent je, u ovome slučaju, voda pod pritiskom. Budući da je pritisak u bušotini generalno niži od pritiska u ležištu, voda pod pritiskom u bušotini struji prema površini. Kao posledica pada pritiska, određeni deo tečnosti isparava i bušotina istovremeno daje toplu vodu i paru, s tim da je voda dominantna faza. Stoga se ta ležišta takođe nazivaju i ležišta s vlažnom parom.
Geotermalna voda često sadrži veliku količinu rastvorenih minerala, uglavnom hlorida, bikarbonata, sulfata, borata, fluorida i silicijuma. To može da prouzrokuje zasoljenje cevovoda i postrojenja. Ovakva eksploatacijska polja proizvode veliku količinu otpadne vode, te je upravo zbog velike količine rastvorenih minerala, geotermalni fluid potrebno vratiti nazad u ležište, putem utisne bušotine. Vlažna para se ne može koristiti kod standardnih turbina bez rizika oštećenja turbinskih lopatica. Stoga se, kod svih instalacija koje koriste ležišta vlažne pare koriste separatori za odvajanje pare od vode. Proizvodnja električne energije iz ovih polja se ostvaruje pomoću isparavanja tečnog geotermalnog fluida u jednom ili nekoliko isparivača na površini.
Godine 2004. je bilo 135 postrojenja toga tipa u radu u 18 zemalja širom sveta. Postrojenja sa jednostrukim isparavanjem čine 29% od svih geotermalnih postrojenja i približno 40% od ukupno instalirane snage geotermalnih elektrana u svetu. Jedinične snage se kreću od 3 do 90 MW, dok je prosečna snaga 28,1 MW po jedinici.
Postrojenje sa dvostrukim isparavanjem predstavlja poboljšanje s obzirom na postrojenje s jednostrukim isparavanjem, u tom smislu da daje 15 – 25% više izlazne snage, za iste uslove geotermalnog fluida. Postrojenje je složenije, skuplje i zahtevnije po pitanju održavanja, ali više dobijene izlazne snage najčešće opravdava instaliranje takvih postrojenja. Postrojenja sa dvostrukim isparavanjem su prilično brojna i nalaze se u radu u 9 zemalja. Sredinom 2004. u radu je bilo 70 takvih jedinica, 15% od ukupnog broja geotermalnih elektrana. Jedinične snage se kreću u području 4,7 do 110 MW, dok je prosečna jedinična snaga oko 30 MW.

#### Geotermalne elektrane s binarnim ciklusom
Geotermalne elektrane s binarnim ciklusom su, po termodinamičkom principu, najbliže termoelektranama na fosilna goriva ili nuklearnim elektranama, kod kojih radni fluid izvodi stvarni zatvoreni ciklus. Radni fluid, odabran prema povoljnim termodinamičkim svojstvima, prima toplotu od geotermalnog fluida, isparava, ekspandira u turbini, kondenzuje se, te se vraća u isparivač pomoću napojne pumpe.
Prva binarna geotermalna elektrana stavljena je u pogon nedaleko mesta Petropavlovsk na ruskom ostrvu Kamčatka 1967. Imala je snagu 670 kW, te je opsluživala malo selo i nekoliko farmi kako s električnom energijom, tako i toplotom za potrebe staklenika.
Danas su binarna postrojenja najčešće korišteni tip geotermalnih elektrana sa ukupnom instaliranom snagom 274 MW. Čine 33% od svih geotermalnih elektrana u radu, ali proizvode samo 3% od ukupne snage. Očigledno, prosečna snaga po jedinici je mala, samo 1,8 MW, mada dolaze u eksploataciju i jedinice sa snagama 7 - 10 MW sa tzv. naprednim ciklusom. Takođe je nekoliko postrojenja s binarnim ciklusom pridodato postojećim postrojenjima s isparavanjem kako bi se što više iskoristila toplota iz geotermalnog fluida.
Binarna postrojenja omogućavaju pretvaranje geotermalne toplote u električnu energiju iz nisko temperaturnih ležišta tople vode (tzv. vodom dominantnih ležišta) s temperaturom preko 85 °C. Takođe, ta je tehnologija pogodna i za eksploataciju srednje temperaturnih izvora s vlažnom parom s visokim odnosom voda/para kod temperatura koje su preniske za praktičnu primenu sistema s isparavanjem. Binarna postrojenja pretvaraju toplotu srednje temperaturnih izvora u električnu energiju efikasnije nego ostale tehnologije.
Kod binarnih postrojenja izmenjivač toplote prenosi toplotu sa geotermalnog fluida dobavljenog iz proizvodne bušotine u primarni krug na lako isparljivi radni fluid u sekundarnom krugu, kao što su halogeni ugljenovodonici (npr. freon, frigen), propan, izobutan, pentan, amonijak. Taj je termodinamički ciklus poznat kao organski Rankinov ciklus ili ORC. Radni fluid u sekundarnom krugu isparava u isparivaču pomoću geotermalne toplote iz primarnog kruga. Para ekspandira prolaskom kroz turbinu (u ovom se slučaju često naziva „organska turbina”), koja je spojena s električnim generatorom. Ispušna para se kondenzuje u vodom ili vazduhom hlađenom kondenzatoru, a kondenzat se napojnom pumpom vraća u isparivač. Ohlađena geotermalna voda može se ispustiti u okolinu ili vratiti nazad u ležište bez isparavanja, što minimalizira problem taloženja rastvorenih minerala.
Tipične jedinične snage su 1 – 3 MW. Tehnologija binarnih postrojenja se pojavljuje kao najisplativiji, najefikasniji i najpouzdaniji način za pretvaranje velikog broja nisko temperaturnih izvora u električnu energiju, kojih je relativno mnogo po svetu.
Iskoristivost binarnih postrojenja poboljšana je uvođenjem Kalina tehnologije. Mešavina vode i amonijaka isparava unutar konačnog temperaturnog područja, proizvodeći dvokomponentnu paru (npr. 70% amonijak i 30% voda), za razliku od ORC koji se temelji na čistim fluidima koji isparavaju kod određene temperature isparavanja. Danas postoji tek jedna geotermalna elektrana koja koristi Kalina ciklus, Husavik na Islandu i koja je raspoloživa za vršenje poređenja; nekoliko ih je u fazi izgradnje. Nasuprot tome, ORC je ovladana tehnologija sa stotinama MW instaliranih različitih postrojenja širom sveta.

## Poređenje geotermalnih elektrana s konvencionalnim elektranama
Bez obzira na to koristi li se geotermalna energija za proizvodnju električne energije ili direktno, karakteristike geotermalnih ležišta određuju tehnologiju za iskorištavanje. Geotermalni fluid često sadrži velike količine gasova kao što je sumporovodonik i razne hemijske rastvore koji mogu biti vrlo otrovni. Zbog toga se mogu pojaviti problemi korozije, erozije i taloženja hemijskih jedinjenja što dovodi do propadanja cevovoda i turbine, pa čak i smanjenja delotvornosti postrojenja. Ti problemi se izbegavaju kombinacijom upotrebe materijala otpornih na koroziju, kontrolom temperature fluida, pročišćavanjem pare i upotrebom sredstava za sprečavanje korozije.
Specifičnosti geotermalnih elektrana:
- nema izgaranja fosilnih goriva, što smanjuje troškove, ali takođe minimizuje i zagađenje okoline;
- niska temperatura i pritisak pare ima za posledicu nisku termodinamičku iskoristivost postrojenja (tipično ~15%) u poređenju sa termoelektranama na fosilna goriva (35-38%);
- dugotrajni i složeni postupak puštanja u pogon svrstava geotermalne elektrane pogodnijima za pokrivanje baznog opterećenja nego za pokrivanje vršnog opterećenja;
- geotermalne elektrane trebaju biti smeštene što bliže proizvodnoj bušotini kako bi se izbegli transportni gubici;
- geotermalna elektrana snage 100 MW troši oko 80 tona/sat pare. Taj se protok obično postiže s više proizvodnih bušotina koje crpe isto ležište;
- para ima popriličnu količinu minerala, koji uzrokuju eroziju i koroziju elemenata turbine. To zahteva kontinuirano i značajno održavanje;
- početni troškovi geotermalne elektrane su viši budući da je osim elektrane potrebno izgraditi i bušotinu, što predstavlja zapravo najveći trošak. Međutim, sa vremenom se troškovi smanjuju budući da je raspoloživost resursa stabilna i predvidiva. Takođe, geotermalna elektrana nije zavisna od tržišnih kretanja cena energenata.